# アリアンナ・フォリス
アリアンナ・フォリス（Arianna Follis、1977年11月11日 - ）は、イタリア、ピエモンテ州トリノ県イヴレーア出身の元クロスカントリースキー選手。

## プロフィール
1995年12月13日にクロスカントリースキー・ワールドカップにデビュー、このときは10kmフリー54位となった。
2001年のラハティ大会にてノルディックスキー世界選手権初出場、パシュート28位、個人スプリント13位となった。2003年ノルディックスキー世界選手権ではパシュート21位、4×5kmリレー7位、30km30位だった。
2005年ノルディックスキー世界選手権では10km18位、ガブリエラ・パルッツィ、アントネッラ・コンフォルトラ、サビーナ・バルブーザとともに4×5kmリレーで銅メダルを獲得、団体スプリントは5位だった。
2006年トリノオリンピック代表に選ばれ、再びガブリエラ・パルッツィ、アントネッラ・コンフォルトラ、サビーナ・バルブーザとともにリレーで銅メダルを獲得、パシュート36位、個人スプリント・団体スプリントとも7位となった。同年3月のクロスカントリースキー・ワールドカップスプリントで初優勝を果たした。
2007年ノルディックスキー世界選手権では個人10kmで銅メダル、2009年ノルディックスキー世界選手権ではチームスプリントで銅メダル、2011年ノルディックスキー世界選手権では個人スプリントで銀メダルを獲得した。
2010年バンクーバーオリンピックでは10km11位、パシュート9位、4×5kmリレー4位、団体スプリント4位の成績を残した。
2010-2011シーズンはワールドカップで自己最高の総合3位となったがこのシーズン限りで現役を引退した。
イタリア選手権で通算4勝、また、スキー登山のMezzalama Trophy女子の部で2001年の第13回、2003年の第14回に連覇している。
2006年にはイタリア共和国功労勲章カヴァリエーレを受章した。